# كينيث دين
كينيث دين (بالإنجليزية: Kenneth Dean)‏ هو مؤرخ أمريكي، ولد في 1956.